# Putnam (Texas)
Putnam è un centro abitato degli Stati Uniti d'America, situato nella contea di Callahan dello Stato del Texas.

## Geografia fisica
Putnam è situata a 32°22′14″N 99°11′41″W (32.370560, -99.194613).
Secondo lo United States Census Bureau, ha un'area totale di un miglio quadrato (2,6 km²).

## Società

### Evoluzione demografica
Secondo il censimento del 2000, c'erano 88 persone, 39 nuclei familiari, e 23 famiglie residenti nella città. La densità di popolazione era di 86,9 persone per miglio quadrato (33,6/km²). C'erano 56 unità abitative a una densità media di 55,3 per miglio quadrato (21,4/km²). La composizione etnica della città era formata dal 96,59% di bianchi, l'1.14% di asiatici, il 2,27% di altre razze. Ispanici o latinos di qualunque razza erano il 3,41% della popolazione.
C'erano 39 nuclei familiari di cui il 17,9% avevano figli di età inferiore ai 18 anni, il 59,0% erano coppie sposate conviventi, il 2,6% aveva un capofamiglia femmina senza marito, e il 38,5% erano non-famiglie. Il 33,3% di tutti i nuclei familiari erano individuali e il 17,9% aveva componenti con un'età di 65 anni o più che vivevano da soli. Il numero di componenti medio di un nucleo familiare era di 2,26 e quello di una famiglia era di 2,79.
La popolazione era composta dal 15,9% di persone sotto i 18 anni, l'11,4% di persone dai 18 ai 24 anni, il 22,7% di persone dai 25 ai 44 anni, il 33,0% di persone dai 45 ai 64 anni, e il 17,0% di persone di 65 anni o più. L'età media era di 45 anni. Per ogni 100 femmine c'erano 95,6 maschi. Per ogni 100 femmine dai 18 anni in giù, c'erano 94,7 maschi.
Il reddito medio di un nucleo familiare era di 21.875 dollari, e quello di una famiglia era di 31.250 dollari. I maschi avevano un reddito medio pro capite di 35.833 dollari contro i 17.917 dollari delle femmine. Il reddito medio pro capite era di 13.562 dollari. C'erano il 21,7% delle famiglie e il 28,0% della popolazione che vivevano sotto la soglia di povertà, incluso il 33,3% di persone sotto i 18 anni e il 15,0% di persone sopra i 64 anni.